# 옥녀봉
옥녀봉(玉女峯)은 대한민국의 충청남도 공주시 유구읍 유구리 신풍면 화흥리 경계에 있는 산이다. 높이는 363 m 이다.